# Góra tajemnic
Góra tajemnic (cz. Větrná hora) – czechosłowacki czarno-biały film przygodowy z 1956 roku w reżyserii Jiřiego Sequensa. 

## Obsada
- Josef Vinklář jako Antonín Homolka
- Stanislav Fišer jako Ctirad Šantora
- Zdeněk Braunschläger jako Vojta Dufek
- Rudolf Deyl młodszy jako Karel Škvajn
- Rudolf Hrušínský jako ślusarz Alois Pohanka
- Miloš Kopecký jako Melichar Hnátek
- Robert Vrchota jako Ludvík Mikula
- Josef Kemr jako paleontolog František Ježek
- Eva Kubešová jako Ivanka Bartáková
- Stella Zázvorková jako Květa Vejvodová
- Otto Lackovič jako Rudolf Pecián
- Radovan Lukavský jako inżynier Sobek
- Jaroslav Mareš jako kierowca
- Bohus Záhorský jako Renner
- Václav Voska jako Terský
- Stanislav Neumann jako Jonáš
- Miloš Vavruška jako porucznik Plotek
- Jiřina Steimarová jako Růžena Jiřičková
- Lubomír Lipský jako pogranicznik[1]